# غسالة
الغَسَّالَة، أو غسالة الملابس، هو جهاز يُستخدم في المنازل أو في الأغراض الصناعية لغسل الملابس والمنسوجات. تعتمد آلية عملها على استخدام الماء مع مادة منظفة، سواء كانت مسحوقًا أو سائلًا، إضافةً إلى حركة ميكانيكية تعمل على تقليب الملابس لإزالة الأوساخ والبقع. وقد أسهمت الغسالات الحديثة في الاستغناء عن أساليب الغسيل اليدوي المرهقة، وأصبحت من الأجهزة الأساسية في أغلب المنازل حول العالم، لما توفره من وقت وجهد، فضلًا عن دورها في تعزيز النظافة الشخصية والعامة.

## تاريخ
قبل اختراع الغسالات، كانت عملية تنظيف الملابس مرهقة وتتم يدويًا، حيث كانت تتطلب جهدًا ووقتًا كبيرين، وغالبًا ما كانت تُجرى في الأنهار أو باستخدام أحواض خشبية وألواح الغسيل التقليدية. ومع مطلع القرنين الثامن عشر والتاسع عشر، بدأت المحاولات الأولى لهذه العملية، ومن أبرزها الغسالة ذات الأسطوانة الخشبية التي كانت تُدار يدويًا. وفي عام 1851، سجّل جيمس كينغ براءة اختراع لغسالة تستخدم أسطوانة، إلا أنها لم تكن آلية بالكامل بعد.
شهد النصف الثاني من القرن التاسع عشر عدة تجارب لتطوير آلات غسيل ميكانيكية، لكنها قوبلت بشكوك من قبل الجمهور. فقد انتقدت صحف مثل Scientific American بعض هذه الآلات، ومن بينها "آلة الغسيل الدوارة" التي ابتكرها كينغ، مشيرة إلى أنها معقدة أو غير فعالة مقارنة بالغسل اليدوي.
وفي عام 1860، ذكرت صحف أمريكية أن بعض هذه الآلات تستهلك كميات كبيرة من المياه دون أن تقدّم أداءً مرضيًا، خاصة مع الملابس الثقيلة، بينما اعتبرها البعض مفيدة فقط لغسل الأقمشة الخفيفة. تعكس هذه الآراء الصعوبات التقنية التي واجهها المخترعون، والدور الذي لعبه النقاش المجتمعي في تحفيز تطوير تصاميم أكثر كفاءة وقبولًا.
مع نهاية القرن التاسع عشر وبدايات القرن العشرين، حدثت نقلة نوعية في تقنيات الغسيل بفضل إدخال المحركات الكهربائية. وتُعد غسالة "ثور" (Thor)، التي طرحتها شركة Hurley Electric Laundry Equipment Company في شيكاغو نحو عام 1908، من أولى الغسالات الكهربائية التجارية الناجحة، وقد صمّمها ألفا جي. فيشر.
وفي منتصف القرن العشرين، ظهرت الغسالات الأوتوماتيكية بالكامل التي تُنجز دورات الغسيل والشطف والعصر دون الحاجة إلى تدخل يدوي مستمر. انتشرت هذه الأجهزة على نطاق واسع في أعقاب الحرب العالمية الثانية، خاصة في الدول الصناعية، وأسهمت في إحداث تحول كبير في الأعمال المنزلية. ومع مرور العقود، استمر تطوير الغسالات ليشمل تحسين كفاءة استهلاك الماء والطاقة، وإضافة برامج غسيل متنوعة، ودمج تقنيات ذكية تواكب متطلبات العصر.

## طريقة العمل
معظم الغسالات الآلية في بعض أجزاء العالم تعمل آليًا، وما على المشغِّل إلا أن يقوم بوضع الملابس فيها، ثم يضيف إليها المنظفات، ويضبط أزرار التحكم. ويمكن استخدام الماء البارد أو الساخن، حيث يدخل إلى الغسالة بواسطة خراطيم معدَة لذلك. كما يمكن التحكم في طول مدة التشغيل أو قصرها وذلك عن طريق الأزرار الموجود بالغسالة.

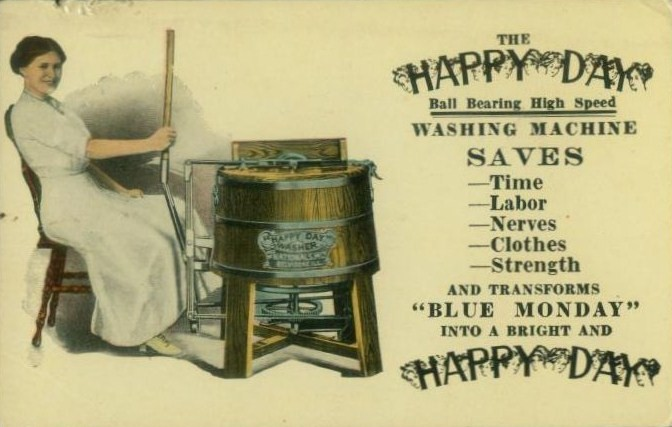
اعلان لغسالة يعود إلى سنة 1910

وتُدار الغسالات آليًا بمولد كهربائي. ولهذه الغسالات ميزات معينة مثل احتوائها على مرشِّحات تقوم بحجز النسالة، وموزعات آلية لتبييض وتليين القماش. ولكثير من الغسالات الآلية أجهزة تسخين بالكهرباء، ولاتحتاج إلا لمجرد توصيلها بأنابيب الماء البارد.
ولمعظم الغسالات الآلية حوض غسل معدني داخلي محاط بحوض غسل معدني خارجي. ويكون الغسل في الحوض الداخلي. وبعد غسل الملابس وشطفها، يبدأ الحوض بالدوران ويتدرج تدرجًا سريعًا. ويزيل الدوران كثيرًا من الماء في الحوض الخارجي، ثم يضخ الماء خارج الغسالة عن طريق خرطوم الصرف. وفي النهاية، يجفف المشغِّل الملابس في مجفف الملابس، أو يقوم بتعليقه على حبل الملابس ليجف.

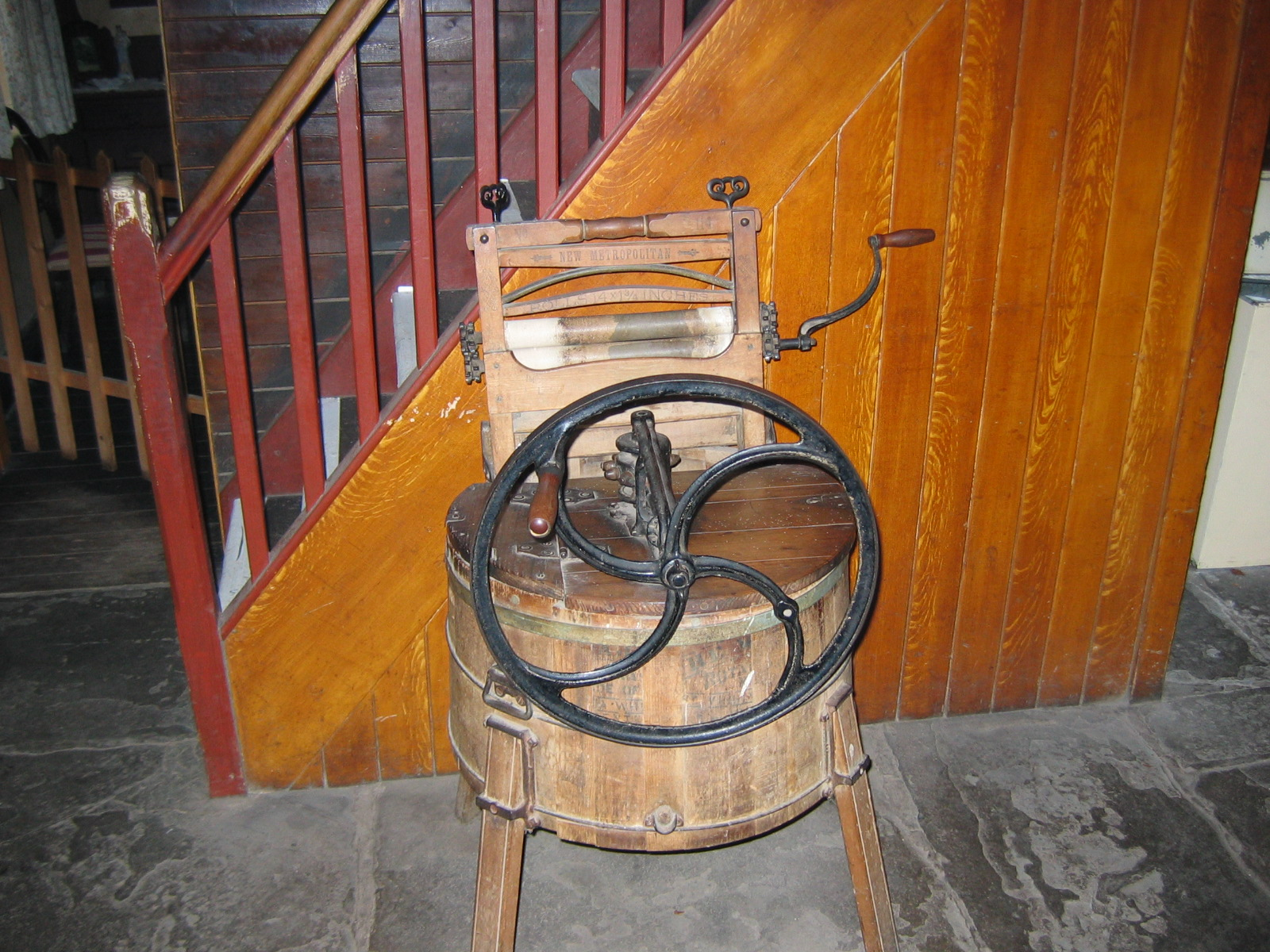
غسالة تعود إلى القرن التاسع عشر

يوجد حاليًا نوعان رئيسيان من الغسالات الآلية: الغسالة الخضَّاضة والغسالة ذات الحوض الدوار. وفي الغسالة الخضاضة، يضع المشغِّل الملابس بعد رفع غطاء الغسالة. ويوجد داخل الغسالة جهاز مخروطي يُسمى الخضاض، مثبت على مركز سلة الملابس. ولمعظم الخضِّاضات العديد من البروزات التي تُسمى الزعانف أو الأذرع. وعندما يدور الخضاض، فإنه يعكس اتجاهه بشكل مستمر، كما أن ذلك يعمل على تحريك الملابس في الماء، ويدفع بالماء داخل الملابس. ويتم وضع الملابس في الغسالة ذات البرميل الدوار عن طريق باب في واجهة الغسالة. وحين تدور سلة الملابس، تتقلب الملابس داخل الماء.
بعض الغسالات الآلية لاتعمل أوتوماتيكيًا. فهناك ألواح تحوي أزرارًا للتحكُّم كتلك الموجودة في الغسالة الأوتوماتيكية، غير أنه يتعين على المُشغِّل أن يضبطها أكثر من مرة. والغسالة الدوّارة لها حوضان منفصلان، ويقوم المشغل بتحويل الغسيل من حوض الغسيل إلى الحوض الآخر الذي يدور بسرعة، ويدفع بالماء إلى التجويف المحيط. والغسّآلة العصَّارة لها أسطوانتا ضغط تقومان بعصر الماء من الملابس. ويقوم المشغل بإخراج الملابس من حوض الغسيل قبل تمريره في أسطوانتي الضغط.

## أنواع الغسالات
تتنوع الغسالات بناءً على عدة عوامل، أبرزها تصميم التحميل وطريقة التشغيل:
- غسالات التحميل العلوي: يتم وضع الملابس وإخراجها من فتحة في الجزء العلوي للجهاز. غالباً ما تحتوي على عمود مركزي (محرض أو Agitator) أو قرص دوار في الأسفل (دافع أو Impeller) لتحريك الملابس في الماء. تتميز عادةً بسرعة دورات الغسيل وإمكانية إضافة ملابس أثناء الدورة، لكنها قد تستهلك كمية أكبر من الماء وتكون أقل لطفاً على الأقمشة الرقيقة مقارنة بالتحميل الأمامي.

- غسالات التحميل الأمامي: يتم تحميل الملابس من باب زجاجي في الواجهة الأمامية. تعتمد على دوران الحلة الأفقية لرفع الملابس وإسقاطها في الماء (Tumbling action)، مما يوفر تنظيفاً فعالاً باستخدام كمية أقل من الماء والطاقة، ويعتبر أكثر لطفاً على الأقمشة. عادة ما تكون دوراتها أطول، ولكنها توفر عصراً أفضل بسرعات دوران أعلى.

- الغسالات شبه الأوتوماتيكية: تتكون عادة من حوضين منفصلين، واحد للغسيل والشطف والآخر للعصر (التجفيف الأولي). تتطلب نقلاً يدوياً للملابس بين الحوضين وتحكماً يدوياً في ملء وتفريغ الماء وتوقيت الدورات. تكون أرخص سعراً وتستهلك كهرباء أقل لكنها تتطلب تدخلاً وجهداً أكبر.

- الغسالات الأوتوماتيكية بالكامل : تقوم بجميع مراحل الغسيل (ملء الماء، الغسيل، الشطف، العصر، وتفريغ الماء) بشكل تلقائي بناءً على البرنامج المختار دون الحاجة لتدخل يدوي. هي النوع الأكثر شيوعاً في المنازل الحديثة.

- غسالات مدمجة : مصممة ليتم تركيبها داخل خزائن المطبخ أو وحدات الأثاث، بحيث تكون واجهتها مغطاة بنفس تصميم الأثاث المحيط.

- غسالات صغيرة أو محمولة: ذات سعة أقل وحجم أصغر، مناسبة للمساحات المحدودة أو للاستخدام المؤقت.

- غسالة ومجفف في جهاز واحد : تجمع وظيفتي الغسيل والتجفيف في جهاز واحد، مما يوفر المساحة، لكن سعة التجفيف عادة ما تكون أقل من سعة الغسيل، وقد تكون دورات التجفيف أطول مقارنة بالمجففات المنفصلة.

## الأثر الاجتماعي والاقتصادي
- تخفيف عبء العمل المنزلي: أدت الغسالة إلى تقليل هائل في الوقت والجهد البدني المطلوب لغسيل الملابس، والذي كان يعتبر تاريخياً من أكثر الأعمال المنزلية استهلاكاً للوقت والجهد، ويقع غالباً على عاتق النساء.[7]
- توفير الوقت: حررت الغسالات ساعات طويلة أسبوعياً، مما أتاح للأفراد، وخاصة النساء، وقتاً إضافياً يمكن استغلاله في التعليم، أو العمل خارج المنزل، أو الأنشطة الترفيهية والشخصية.
- تغيير معايير النظافة: سهولة الغسيل أدت إلى زيادة وتيرة تغيير الملابس وتنظيفها، مما ساهم في رفع معايير النظافة الشخصية والعامة.
- التأثير على تصميم المنازل: أصبحت الحاجة لمساحة مخصصة للغسالة (وأحياناً المجفف) جزءاً من تصميم المنازل والشقق الحديثة.

- رمزية الحداثة والرفاهية: في بعض الفترات والمجتمعات، كان امتلاك غسالة أوتوماتيكية يعتبر رمزاً للتقدم والرفاهية والطبقة الوسطى.

- النمو الاقتصادي: صناعة ضخمة تساهم في اقتصاد الدول (مثل شركات LG، سامسونج، وايرلبول).

## الميزات والتقنيات الحديثة

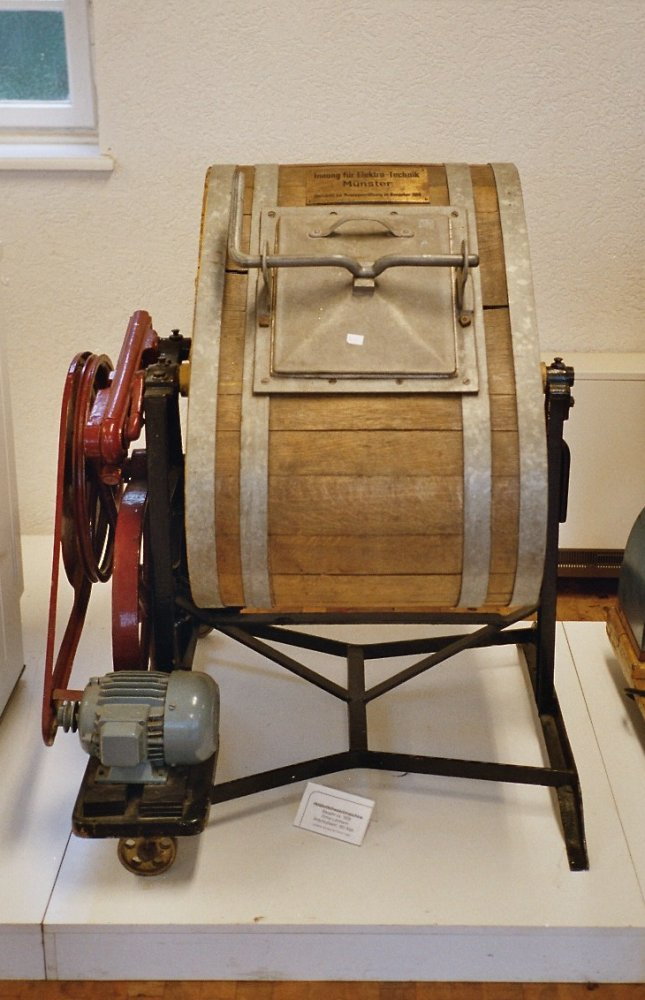
نموذج لغسالة ألمانية قديمة

تطورت الغسالات لتشمل مجموعة واسعة من الميزات والتقنيات التي تهدف إلى تحسين أداء التنظيف، وتوفير الراحة، وزيادة الكفاءة في استهلاك الموارد:
- الغسيل المعزز بالذكاء الاصطناعي: تعتمد هذه التقنية على استخدام الذكاء الاصطناعي مع مستشعرات متعددة (لقياس وزن الحمولة، مستوى الاتساخ، ونوع الأقمشة) لتحسين دورة الغسيل تلقائيًا من حيث كمية المياه، درجة الحرارة، وقت الدورة، وحركة الحلة. الهدف هو تحقيق أفضل نظافة مع الحفاظ على الأقمشة وتقليل الاستهلاك. تُعرف تطبيقات هذه التقنية بأسماء مثل ™AI DD من LG التي تركز على اكتشاف نعومة القماش لتحسين حركة الحلة، و ™AI Wash أو ™AI OptiWash من Samsung التي تستخدم مستشعرات لمستوى الاتساخ لضبط المنظف والماء والوقت.
- أنظمة التوزيع التلقائي للمنظفات: تحتوي بعض الطرازات المتقدمة على خزانات داخلية للمنظفات السائلة والمنعمات، وتقوم تلقائيًا بتوزيع الكمية الدقيقة المطلوبة لكل حمولة بناءً على قياساتها. هذا يوفر المنظفات ويضمن نتائج مثالية. تتوفر هذه الميزة تحت مسميات مثل ™i-DOS من Bosch/Siemens، ™TwinDos من Miele، ™Auto Dispense من Samsung، و ™ezDispense من LG.[8][9]
- تقنيات البخار : يُستخدم البخار في الغسالات الحديثة لأغراض متعددة كالتعقيم الفعال ضد البكتيريا والمواد المسببة للحساسية، تقليل التجاعيد في الملابس لتسهيل الكي، وإنعاش الملابس سريعًا لإزالة الروائح. تقدم شركات مثل LG تقنيات ™Steam أو ™TrueSteam لهذه الأغراض، بينما تستخدم Samsung دورة Hygiene Steam للتعقيم، وتوفر Electrolux/AEG تقنية SteamCare/ProSteam® لتقليل التجاعيد.[10]
- محركات الدفع المباشر والعاكس: تتميز هذه المحركات الحديثة عن المحركات التقليدية بكونها أكثر هدوءًا وكفاءة في استهلاك الطاقة وأطول عمرًا افتراضيًا، كما تتيح تحكمًا أدق في حركة الحلة. تُعد LG من رواد محركات الدفع المباشر ™Inverter Direct Drive، بينما تقدم Samsung محركات ™Digital Inverter، وتستخدم Bosch/Siemens محركات ™EcoSilence Drive.[11]
- الاتصال الذكي: يتيح ربط الغسالة بالإنترنت عبر Wi-Fi التحكم بها ومراقبتها عن بعد باستخدام تطبيقات الهواتف الذكية، تنزيل دورات غسيل إضافية، إجراء تشخيص للأعطال، وتتبع استهلاك الطاقة. تعتمد الشركات على منصات وتطبيقات خاصة بها، مثل ™ThinQ من LG، و ™SmartThings من Samsung، و ™Home Connect من Bosch/Siemens، و hOn لمجموعة Haier (التي تضم GE Appliances و Hoover و Candy).[12][13][14]
- تحسين الكفاءة وتقنيات الغسيل البارد: بجانب المحركات والمستشعرات الموفرة، تُستخدم تقنيات لتعزيز فعالية الغسيل في درجات حرارة منخفضة لتوفير الطاقة، وأبرز مثال عليها هو تقنية ™EcoBubble من Samsung التي تساعد على تكوين رغوة كثيفة تتغلغل في الأقمشة بسرعة.[9]
- تطور الدورات السريعة: أصبحت دورات الغسيل السريع أكثر فعالية وقادرة على تنظيف حمولات صغيرة في وقت قصير جدًا مع الحفاظ على جودة التنظيف. تُعرف هذه الدورات بأسماء مثل ™TurboWash من LG التي تستخدم رشاشات نفاثة، و ™QuickDrive من Samsung التي تعتمد على تصميم حلة مبتكر لتقليل الوقت.

- فلاتر الميكروبلاستيك: كاستجابة للمخاوف البيئية، بدأت بعض الشركات مثل AEG/Electrolux و Samsung في دمج فلاتر مخصصة في غسالاتها أو تطوير دورات خاصة (مثل 'Less Microfiber') لالتقاط الألياف البلاستيكية الدقيقة التي تنفصل عن الملابس الاصطناعية أثناء الغسيل، للحد من تلوث المياه.

## التأثير البيئي
للغسالات تأثير بيئي ملحوظ يتعلق بشكل أساسي باستهلاكها للموارد الطبيعية والمواد الكيميائية:
- استهلاك المياه: تستهلك الغسالات كميات كبيرة من المياه العذبة. غسالات التحميل الأمامي عموماً أكثر كفاءة في استخدام المياه مقارنة بغسالات التحميل العلوي التقليدية. التقنيات الحديثة تهدف لتقليل هذا الاستهلاك.
- استهلاك الطاقة: يعد تسخين المياه للغسيل أحد أكبر مصادر استهلاك الطاقة في الغسالة. استخدام درجات حرارة منخفضة وبرامج الغسيل البارد يساعد في تقليل البصمة الكربونية. كفاءة المحرك ودورة العصر تؤثر أيضاً على استهلاك الكهرباء.[15]
- المنظفات: تحتوي المنظفات على مواد كيميائية قد تؤثر على النظم البيئية المائية إذا لم تتم معالجتها بشكل صحيح في محطات الصرف الصحي. الفوسفات (الذي تم تقليل استخدامه في العديد من البلدان) يساهم في التخثث (Eutrophication). تُبذل جهود لتطوير منظفات أكثر صداقة للبيئة وقابلة للتحلل البيولوجي.
- تلوث الميكروفايبر (الألياف الدقيقة): يؤدي غسيل الملابس المصنوعة من الألياف الصناعية (مثل البوليستر والنايلون) إلى تحرير ألياف بلاستيكية دقيقة (Microplastics) تنتقل مع مياه الصرف وقد تصل في النهاية إلى الأنهار والمحيطات، مما يشكل تهديداً للحياة البحرية وربما لصحة الإنسان.
- التخلص من الأجهزة: تحتوي الغسالات القديمة على معادن وبلاستيك ومكونات إلكترونية. التخلص غير السليم منها يساهم في مشكلة النفايات الإلكترونية. إعادة التدوير الصحيحة ضرورية لاستعادة المواد وتقليل التلوث.

## غسالة توفير الكهرباء
تُزود الغسالات الكهربائية الحديثة بعدة برامج غسيل تتيح للمستخدم اختيار ما يناسب نوع الأقمشة ودرجة الحرارة المطلوبة. فعلى سبيل المثال، تختلف درجة حرارة غسيل القطن عن تلك المناسبة لغسيل الأقمشة الحساسة مثل الحرير أو الصوف. بل إن القطن نفسه يمكن غسله بدرجات حرارة متفاوتة بحسب الحاجة.
ومن أبرز ميزات هذه الغسالات أنها تتيح توفيرًا كبيرًا في استهلاك الطاقة. فعند تشغيل الغسالة على درجة حرارة 30 مئوية بدلًا من 60 مئوية، يمكن تقليل استهلاك الكهرباء بنسبة تصل إلى 60%. ويُعزى ذلك إلى أن تسخين الماء إلى 60 درجة مئوية يستهلك نحو 1 كيلوواط/ ساعة، بينما لا يتجاوز الاستهلاك عند 30 درجة مئوية نحو 0.4 كيلوواط/ ساعة. وبذلك تتيح الغسالات الحديثة إمكانية الغسيل عند درجات حرارة متنوعة، مثل 30، 45، 60، 90، وحتى 100 درجة مئوية، بما يسهم في ترشيد استهلاك الطاقة.